# Saint-Julien-sur-Cher
Pour les articles homonymes, voir Saint-Julien.
Saint-Julien-sur-Cher est une commune française située dans le département de Loir-et-Cher, en région Centre-Val de Loire.
Localisée au sud du département, la commune fait partie de la petite région agricole « la Champagne berrichonne », un vaste plateau calcaire aux ondulations tendues. Elle est drainée par le Cher et par divers petits cours d'eau.
L'occupation des sols est marquée par l'importance des espaces agricoles et naturels qui occupent la quasi-totalité du territoire communal. Plusieurs espaces naturels d'intérêt sont présents dans la commune : un site natura 2000 et deux zones naturelles d'intérêt écologique, faunistique et floristique (ZNIEFF).  En 2010, l'orientation technico-économique de l'agriculture dans la commune est la culture des céréales et des oléoprotéagineux. À l'instar du département qui a vu disparaître le quart de ses exploitations en dix ans, le nombre d'exploitations agricoles a fortement diminué, passant de 43 en 1988, à 9 en 2000, puis à 7 en 2010.
Le patrimoine architectural de la commune comprend un bâtiment porté à l'inventaire des monuments historiques : l'abbaye d'Olivet.

## Géographie

### Localisation et communes limitrophes
La commune de Saint-Julien-sur-Cher se trouve au sud du département de Loir-et-Cher, dans la petite région agricole de la Champagne berrichonne,. À vol d'oiseau, elle se situe à 47,7 km  de Blois, préfecture du département, à 8,9 km de Romorantin-Lanthenay, sous-préfecture, et à 16,3 km de Selles-sur-Cher, chef-lieu du canton de Selles-sur-Cher dont dépend la commune depuis 2015. La commune fait en outre partie du bassin de vie de Romorantin-Lanthenay.
Les communes les plus proches sont : Villefranche-sur-Cher (1,2 km), La Chapelle-Montmartin (2,8 km), Langon-sur-Cher (4 km), Saint-Loup (5,3 km), Mennetou-sur-Cher (7,4 km), Gièvres (7,5 km), Pruniers-en-Sologne (8,8 km), Dun-le-Poëlier (8,9 km) (Indre) et Romorantin-Lanthenay (8,9 km).

### Paysages et relief
Dans le cadre de la Convention européenne du paysage, adoptée le 20 octobre 2000 et entrée en vigueur en France le 1er juillet 2006, un atlas des paysages de Loir-et-Cher a été élaboré en 2010 par le CAUE de Loir-et-Cher, en collaboration avec la DIREN Centre (devenue DREAL en 2011), partenaire financier. Les paysages du département s'organisent ainsi en huit grands ensembles et 25 unités de paysage,. La commune fait partie de deux unités de paysage : les « marges de la Champagne Berrichonne », au sein de l'ensemble des « confins du Berry », et « le Cher des confins de la Sologne », dans « la vallée du Cher ».
Les marges de la Champagne Berrichonne sont constituées d'un plateau calcaire légèrement festonné par le Cher et ses affluents : le relief s'assouplit doucement en suivant une pente légère avant de basculer plus brutalement sur les coteaux proprement dits, formant des croupes aplanies qui s'avancent en doigts de gant vers la vallée.
À l'entrée dans le département, le Cher s'épanouit sur une grande plaine agricole. Les coteaux, éloignés de 2,5 kilomètres entre Châtres-sur-Cher et Maray, offrent des points de vue remarquables qui se répondent d'une rive à l'autre : vers le sud, le regard porte sur les doux reliefs cultivés des confins du Berry et vers le nord, il embrasse l'immense horizon boisé de Sologne. Puis coteaux entre Mennetou-sur-Cher et Gièvres, un couloir régulier d'1,2 km de large en moyenne dessine une courbe puis la vallée s'ouvre à nouveau à l'approche de Gièvres pour former une petite plaine dont la perception est devenue peu sensible visuellement : la vallée très boisée s'avère souvent imperméable au regard.
L'altitude du territoire communal varie de 82 mètres à 152 mètres,.

### Hydrographie

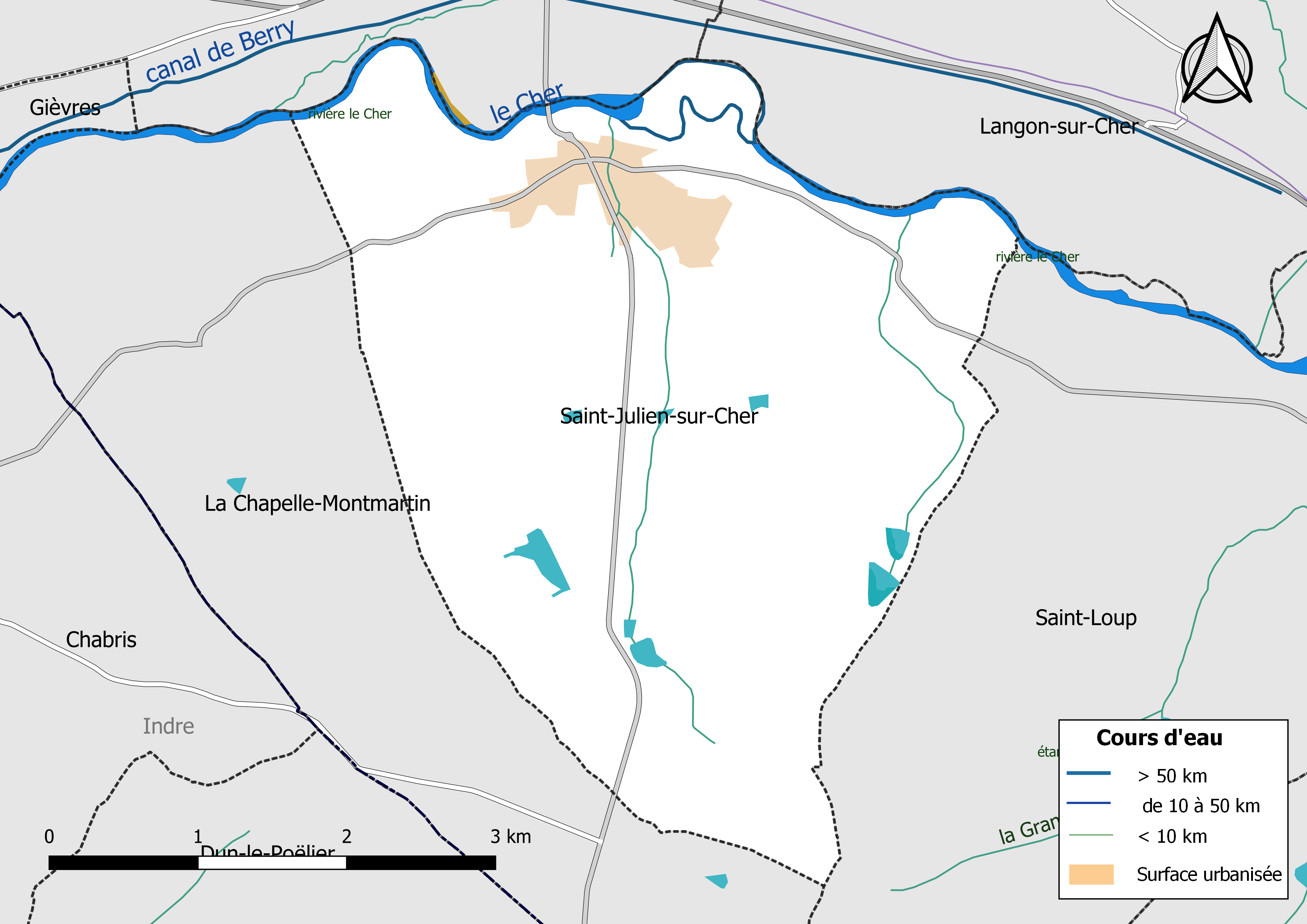
Réseau hydrographique de Saint-Julien-sur-Cher.

La commune est drainée par le Cher (5,62 km) et par divers petits cours d'eau, constituant un réseau hydrographique de 15,18 km de longueur totale.
Le Cher, d'une longueur totale de 365,5 km, prend sa source dans la commune de Mérinchal (Creuse) et se jette  dans la Loire à Cinq-Mars-la-Pile (Indre-et-Loire), après avoir traversé 117 communes. 
Sur le plan piscicole, ce cours d'eau est classé en deuxième catégorie, où le peuplement piscicole dominant est constitué de poissons blancs (cyprinidés) et de carnassiers (brochet, sandre et perche).

### Climat
Pour des articles plus généraux, voir Climat du Centre-Val de Loire et Climat de Loir-et-Cher.
En 2010, le climat de la commune est de type climat océanique dégradé des plaines du Centre et du Nord, selon une étude du CNRS s'appuyant sur une série de données couvrant la période 1971-2000. En 2020, Météo-France publie une typologie des climats de la France métropolitaine dans laquelle la commune est exposée à un climat océanique altéré et est dans la région climatique Centre et contreforts nord du Massif Central, caractérisée par un air sec en été et un bon ensoleillement.
Pour la période 1971-2000, la température annuelle moyenne est de 11,5 °C, avec une amplitude thermique annuelle de 15,8 °C. Le cumul annuel moyen de précipitations est de 665 mm, avec 10,7 jours de précipitations en janvier et 6,7 jours en juillet. Pour la période 1991-2020, la température moyenne annuelle observée sur la station météorologique de Météo-France la plus proche, « Romorantin-Pruniers », sur la commune de Gièvres à 8 km à vol d'oiseau, est de 11,6 °C et le cumul annuel moyen de précipitations est de 695,7 mm,. Pour l'avenir, les paramètres climatiques de la commune estimés pour 2050 selon différents scénarios d'émission de gaz à effet de serre sont consultables sur un site dédié publié par Météo-France en novembre 2022.

### Milieux naturels et biodiversité

#### Sites Natura 2000
Le réseau Natura 2000 est un réseau écologique européen de sites naturels d'intérêt écologique élaboré à partir des Directives « Habitats » et « Oiseaux ». Ce réseau est constitué de Zones spéciales de conservation (ZSC) et de Zones de protection spéciale (ZPS). Dans les zones de ce réseau, les États membres s'engagent à maintenir dans un état de conservation favorable les types d'habitats et d'espèces concernés, par le biais de mesures réglementaires, administratives ou contractuelles. L'objectif est de promouvoir une gestion adaptée des habitats tout en tenant compte des exigences économiques, sociales et culturelles, ainsi que des particularités régionales et locales de chaque État membre. Les activités humaines ne sont pas interdites, dès lors que celles-ci ne remettent pas en cause significativement l'état de conservation favorable des habitats et des espèces concernés. Une partie du territoire communal est incluse dans le site Natura 2000 : 
le « Plateau de Chabris / La Chapelle - Montmartin », d'une superficie de 16 669 ha.

#### Zones naturelles d'intérêt écologique, faunistique et floristique
L'inventaire des zones naturelles d'intérêt écologique, faunistique et floristique (ZNIEFF) a pour objectif de réaliser une couverture des zones les plus intéressantes sur le plan écologique, essentiellement dans la perspective d'améliorer la connaissance du patrimoine naturel national et de fournir aux différents décideurs un outil d'aide à la prise en compte de l'environnement dans l'aménagement du territoire. Le territoire communal de Saint-Julien-sur-Cher comprend deux ZNIEFF : 
- les « Chênaies-charmaies de Saint-Loup-Sur-Cher » (57,47 ha)[28] ;
- les « Prairies de Villefranches-Sur-Cher » (164,52 ha)[29].

Cartes des Znieff et zones Natura 2000.
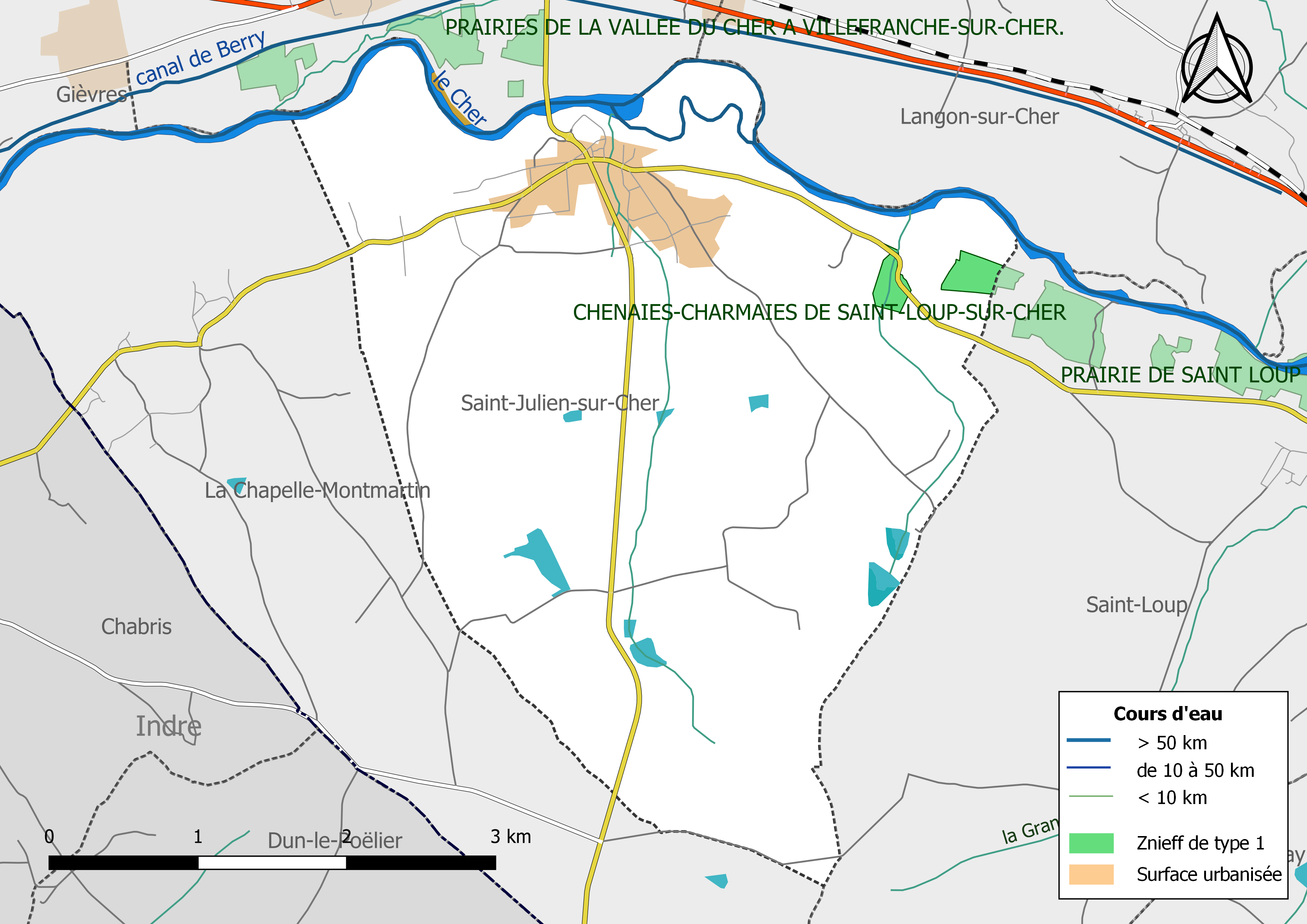
Carte des ZNIEFF de type 1 localisées dans la commune[Note 2].
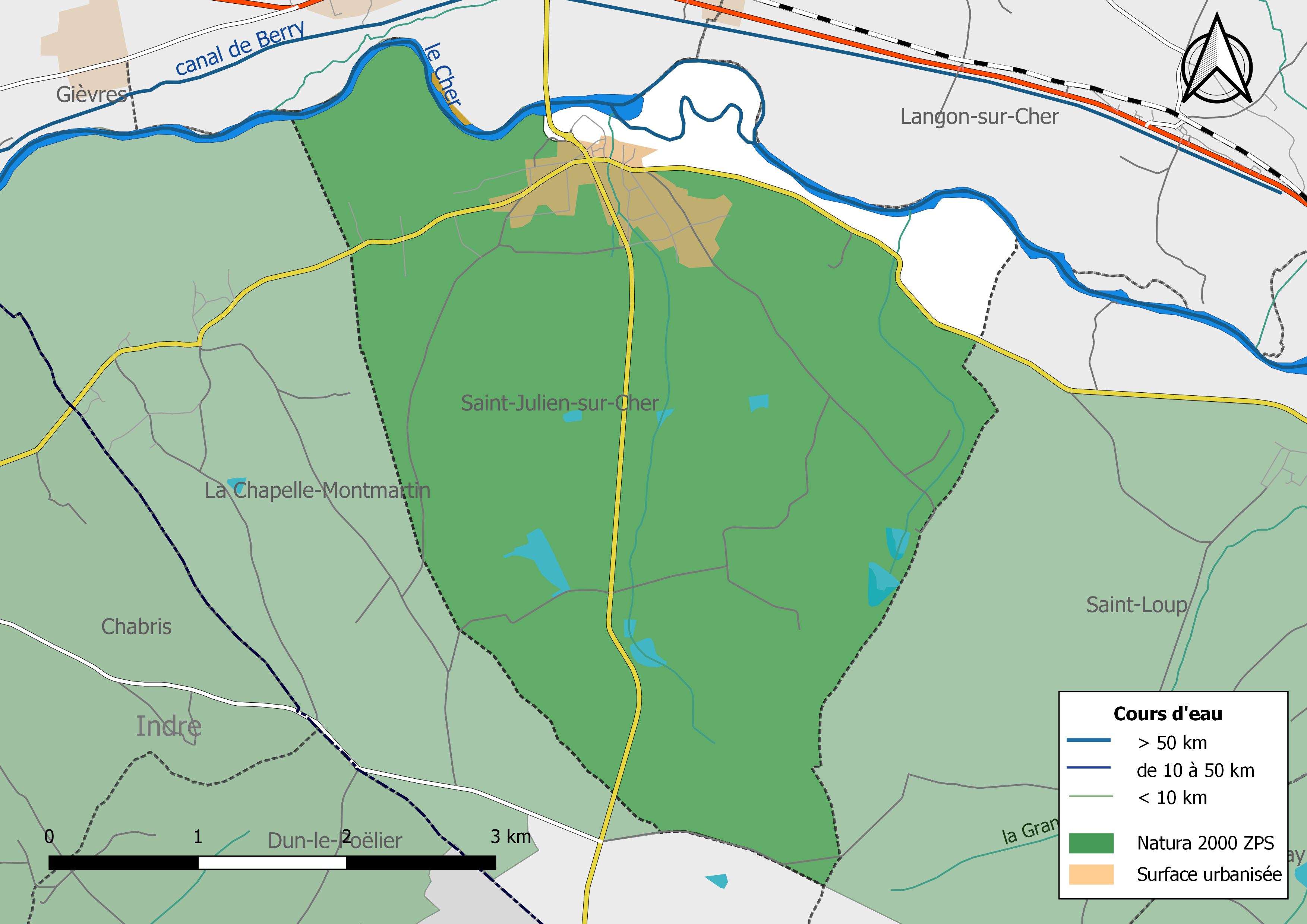
Une partie du territoire communal est incluse dans le site Natura 2000 le « Plateau de Chabris / La Chapelle - Montmartin ».

## Urbanisme

### Typologie
Au 1er janvier 2024, Saint-Julien-sur-Cher est catégorisée commune rurale à habitat dispersé, selon la nouvelle grille communale de densité à sept niveaux définie par l'Insee en 2022.
Elle est située hors unité urbaine. Par ailleurs la commune fait partie de l'aire d'attraction de Romorantin-Lanthenay, dont elle est une commune de la couronne,. Cette aire, qui regroupe 29 communes, est catégorisée dans les aires de moins de 50 000 habitants,.

### Occupation des sols
L'occupation des sols est marquée par l'importance des espaces agricoles et naturels (96 %). La répartition détaillée ressortant en 2012 de la base de données européenne d'occupation biophysique des sols Corine Land Cover est la suivante : 
terres arables (36,9 %), 
zones agricoles hétérogènes (24,3 %), 

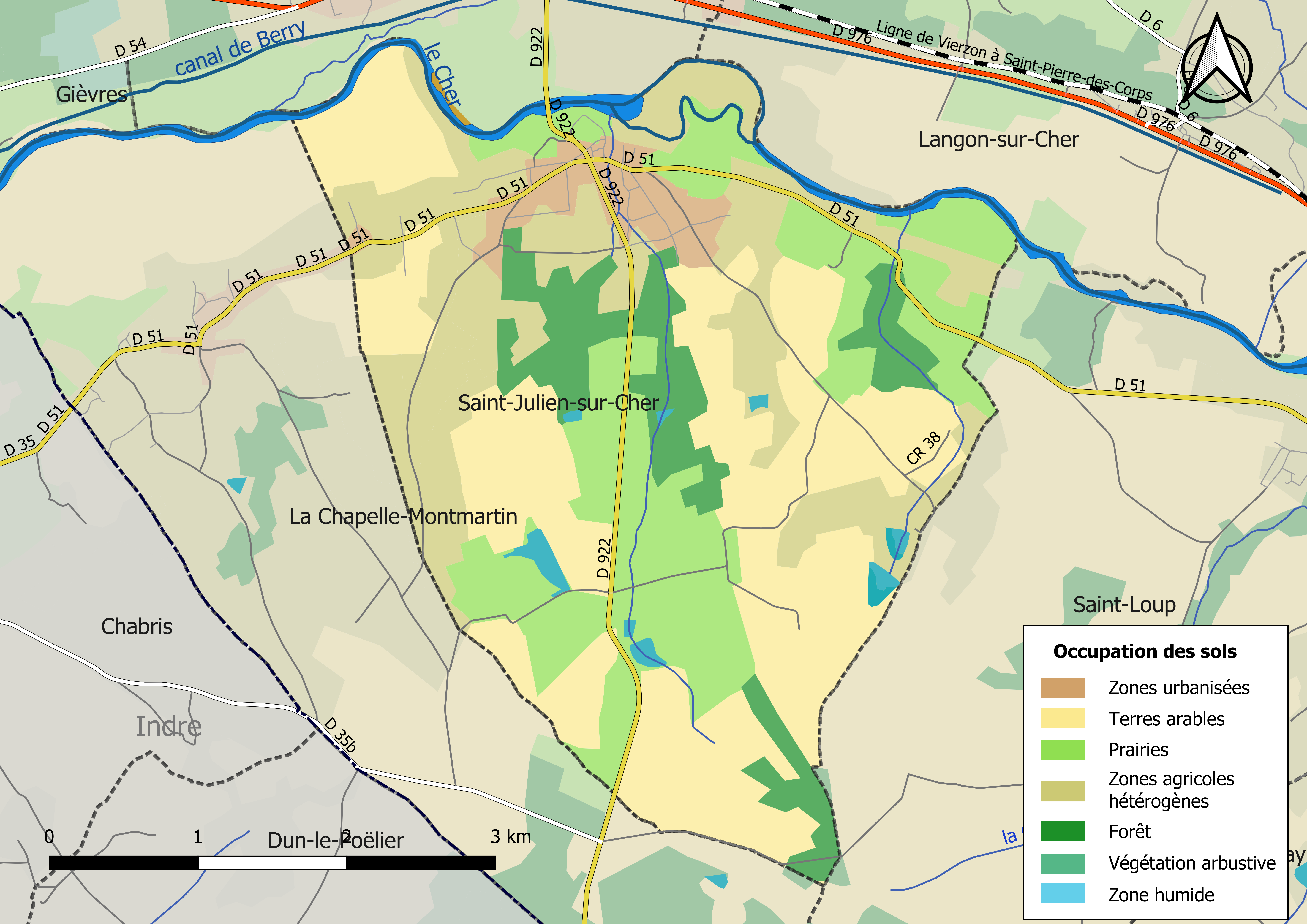
Carte des infrastructures et de l'occupation des sols de la commune en 2018 (CLC).

prairies (24,5 %), 
forêts (10,2 %), 
zones urbanisées (4 %).

### Planification
En matière de planification, la commune disposait en 2017 d'une carte communale approuvée.

### Habitat et logement
Le tableau ci-dessous présente la typologie des logements à Saint-Julien-sur-Cher en 2016 en comparaison avec celle du Loir-et-Cher et de la France entière. Une caractéristique marquante du parc de logements est ainsi la faible proportion des résidences secondaires et logements occasionnels (9,2 %) par rapport au département (18 %) et à la France entière (9,6 %). Concernant le statut d'occupation de ces logements, 87,5 % des habitants de la commune sont propriétaires de leur logement (87,4 % en 2011), contre 68,1 % pour le Loir-et-Cher et 57,6 pour la France entière.
|                                                         | Saint-Julien-sur-Cher | Loir-et-Cher | France entière |
| ------------------------------------------------------- | --------------------- | ------------ | -------------- |
| Résidences principales (en %)                           | 84,3                  | 74,5         | 82,3           |
| Résidences secondaires et logements occasionnels (en %) | 9,2                   | 18           | 9,6            |
| Logements vacants (en %)                                | 6,5                   | 7,5          | 8,1            |

### Risques majeurs
Le territoire communal de Saint-Julien-sur-Cher est vulnérable à différents aléas naturels : inondations (par débordement du Cher), climatiques (hiver exceptionnel ou canicule), mouvements de terrains ou sismique (sismicité faible),. 

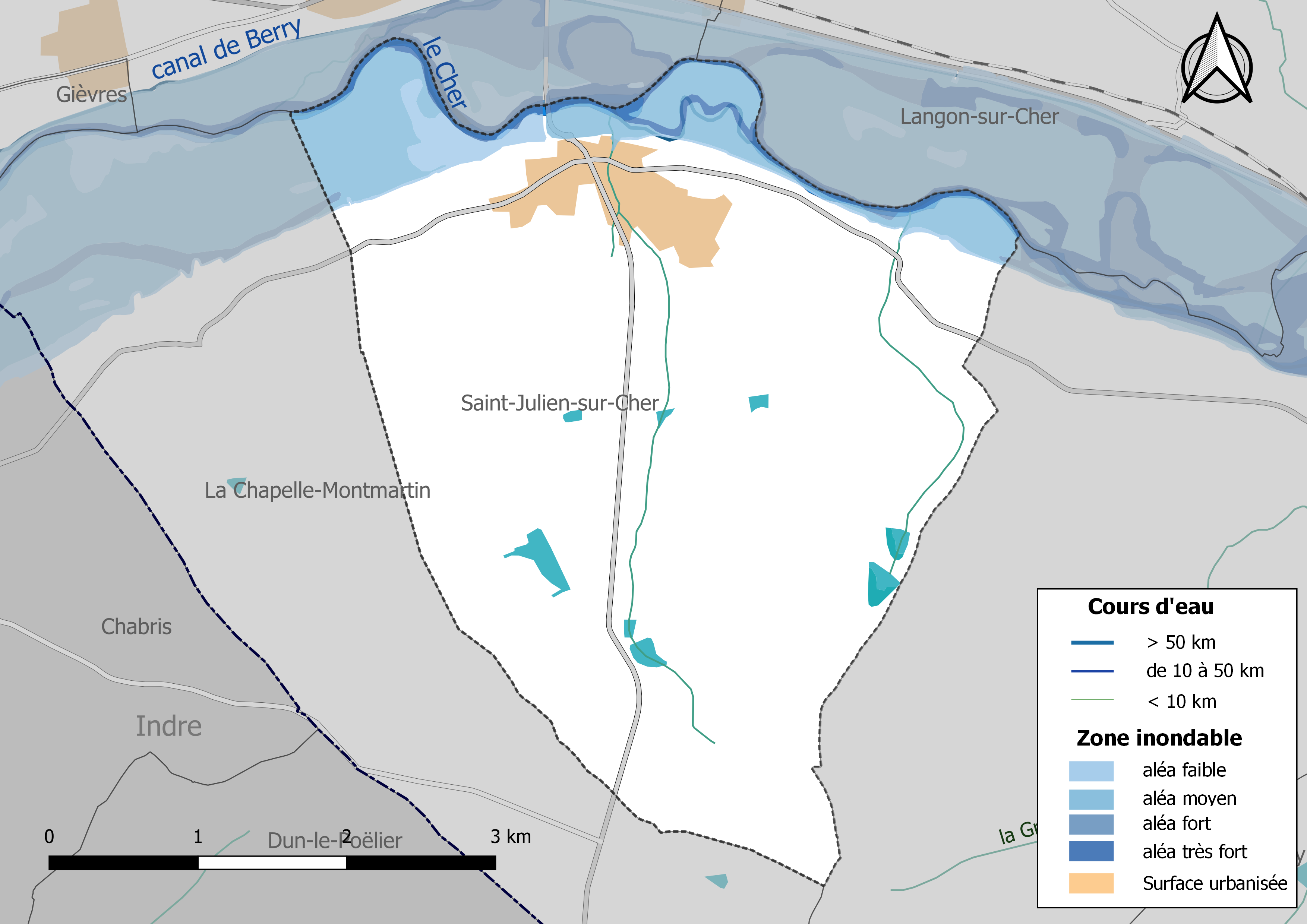
Zones inondables de la commune de Saint-Julien-sur-Cher.

Les mouvements de terrains susceptibles de se produire dans la commune sont liés au retrait-gonflement des argiles. Le phénomène de retrait-gonflement des argiles est la conséquence d'un changement d'humidité des sols argileux. Les argiles sont capables de fixer l'eau disponible mais aussi de la perdre en se rétractant en cas de sécheresse. Ce phénomène peut provoquer des dégâts très importants sur les constructions (fissures, déformations des ouvertures) pouvant rendre inhabitables certains locaux. La carte de zonage de cet aléa peut être consultée sur le site de l'observatoire national des risques naturels Georisques.
Les crues du Cher sont moins importantes que celles de la Loire, mais elles peuvent provoquer des dégâts importants. Les crues historiques sont celles de 1856 (5 m à l'échelle de Noyers-sur-Cher), 1940 (4,03 m) et 1977 (3,58 m). Le débit maximal historique est de 1 560 m3/s et caractérise une crue de retour supérieur à cent ans pour Montrichard Val de Cher. Le risque d'inondation est pris en compte dans l'aménagement du territoire de la commune par le biais du Plan de prévention du risque inondation (PPRI) du Cher.

## Toponymie

### Nom actuel
La commune doit probablement la première partie de son nom à l'évêque Julien de Vienne, qui a participé au deuxième concile d'Orléans en 533.
Par souci de différenciation avec les nombreuses communes homonymes, la seconde partie porte le nom de la rivière constituant la bordure nord de la commune, le Cher.

### Évolution du nom de la ville
La commune est citée comme :
- In parrochia Sancti Juliani juxta Chesiam, au début du XIIIe s. (cartulaire de l'archevêché de Tours, t. 2, n° 312, Livre de Eschequeste, p. 318) ;
- Sainct Julien du Cher, en novembre 1478 (A.N.-JJ 205, n° 182, fol. 99 v°) ;
- Saint Julien, en 1740 (B. M. d'Orléans, Ms 995, fol. 213).

Sous la Révolution, la volonté de déchristianiser la société française requiert un changement du toponyme. Ainsi, après délibération du conseil général de la commune et en application du décret du 25 vendémiaire an II (16 octobre 1793), la commune nouvellement créée de Saint-Julien fut temporairement renommée Montjulien, en soutien au mouvement révolutionnaire de la Montagne.
La commune reprit son nom traditionnel le 5 vendémiaire an IX (27 septembre 1800), en application de la loi du 8 pluviôse an IX (28 janvier 1801)[réf. souhaitée].
C'est vers 1825 que la commune a adopté le nom de Saint-Julien-sur-Cher[réf. souhaitée].

## Histoire

### Origines
Le site du village fut habité dès l'époque gallo-romaine. En effet des poteries de l'époque ont été retrouvées au début du XXe siècle dans une carrière de sable.

### Révolution française et Empire

#### Nouvelle organisation territoriale
Le décret de l'Assemblée nationale du 12 novembre 1789 décrète qu'« il y aura une municipalité dans chaque ville, bourg, paroisse ou communauté de campagne », mais ce n'est qu'avec le décret de la Convention nationale du 10 brumaire an II (31 octobre 1793) que la paroisse de Saint-Julien-sur-Cher devient formellement « commune de Saint-Julien-sur-Cher »,.
En 1790, dans le cadre de la création des départements, la municipalité est rattachée au canton de Mennetou et au district de Romorantin. Les cantons sont supprimés, en tant que découpage administratif, par une loi du 26 juin 1793, et ne conservent qu'un rôle électoral, permettant l'élection des électeurs du second degré chargés de désigner les députés,. La Constitution du 5 fructidor an III, appliquée à partir de vendémiaire an IV (1795) supprime les districts, considérés comme des rouages administratifs liés à la Terreur, mais maintient les cantons qui acquièrent dès lors plus d'importance en retrouvant une fonction administrative. Enfin, sous le Consulat, un redécoupage territorial visant à réduire le nombre de justices de paix ramène le nombre de cantons en Loir-et-Cher de 33 à 24. Saint-Julien-sur-Cher est alors rattachée au canton de Mennetou et à l'arrondissement de Blois par arrêté du 5 vendémiaire an X (26 septembre 1801),,. Cette organisation va rester inchangée pendant près de 150 ans.

### Époque contemporaine
Paroisse du diocèse de Bourges jusqu'en 1790, puis de Blois à partir de la création des départements.

## Politique et administration

### Découpage territorial
La commune de Saint-Julien-sur-Cher est membre de la communauté de communes du Romorantinais et du Monestois, un établissement public de coopération intercommunale (EPCI) à fiscalité propre créé le 1er janvier 2009.
Elle est rattachée sur le plan administratif à l'arrondissement de Romorantin-Lanthenay, au département de Loir-et-Cher et à la région Centre-Val de Loire, en tant que circonscriptions administratives. Sur le plan électoral, elle est rattachée au canton de Selles-sur-Cher depuis 2015 pour l'élection des conseillers départementaux et à la deuxième circonscription de Loir-et-Cher pour les élections législatives.

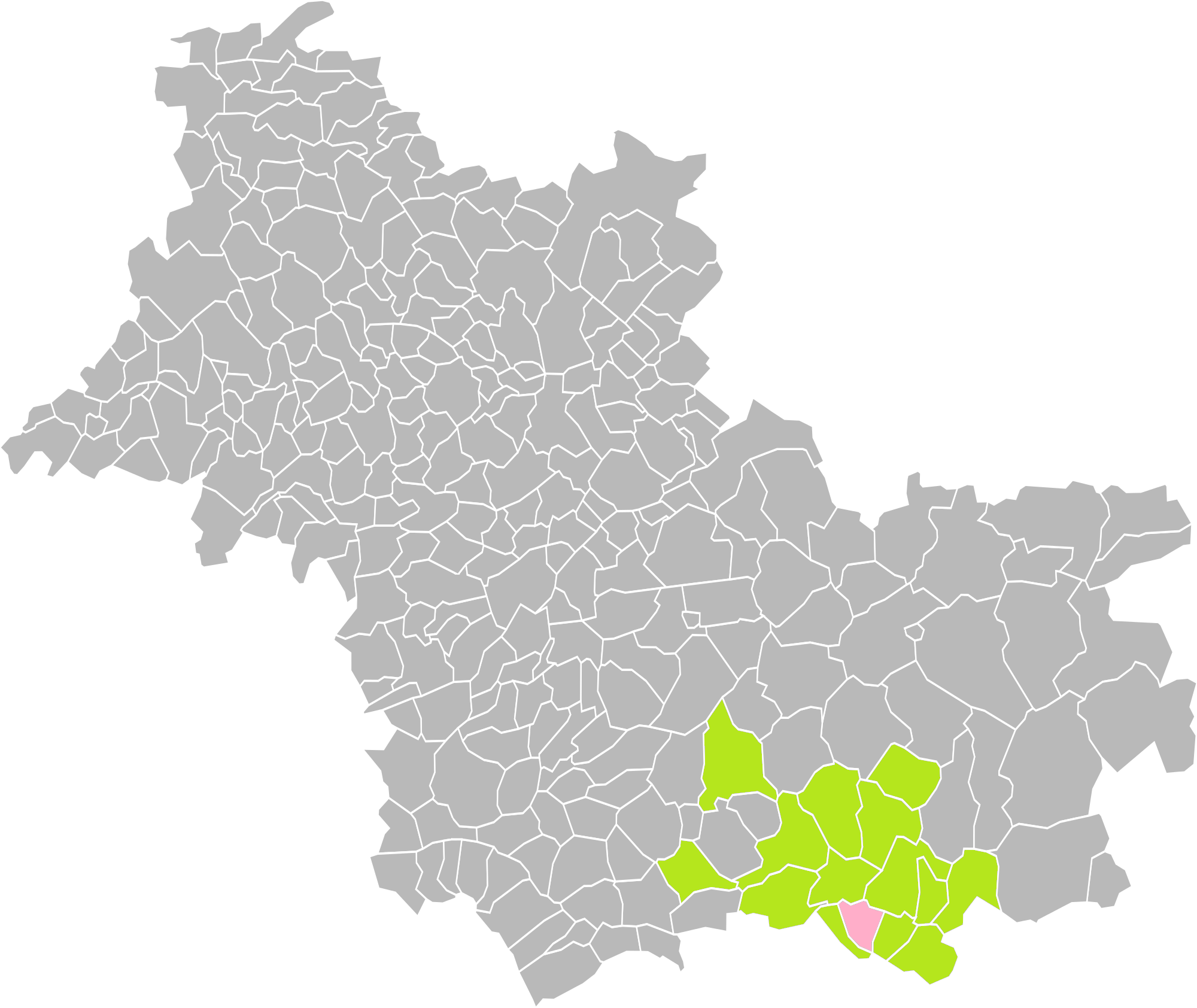
Saint-Julien-sur-Cher dans l'intercommunalité en 2016.
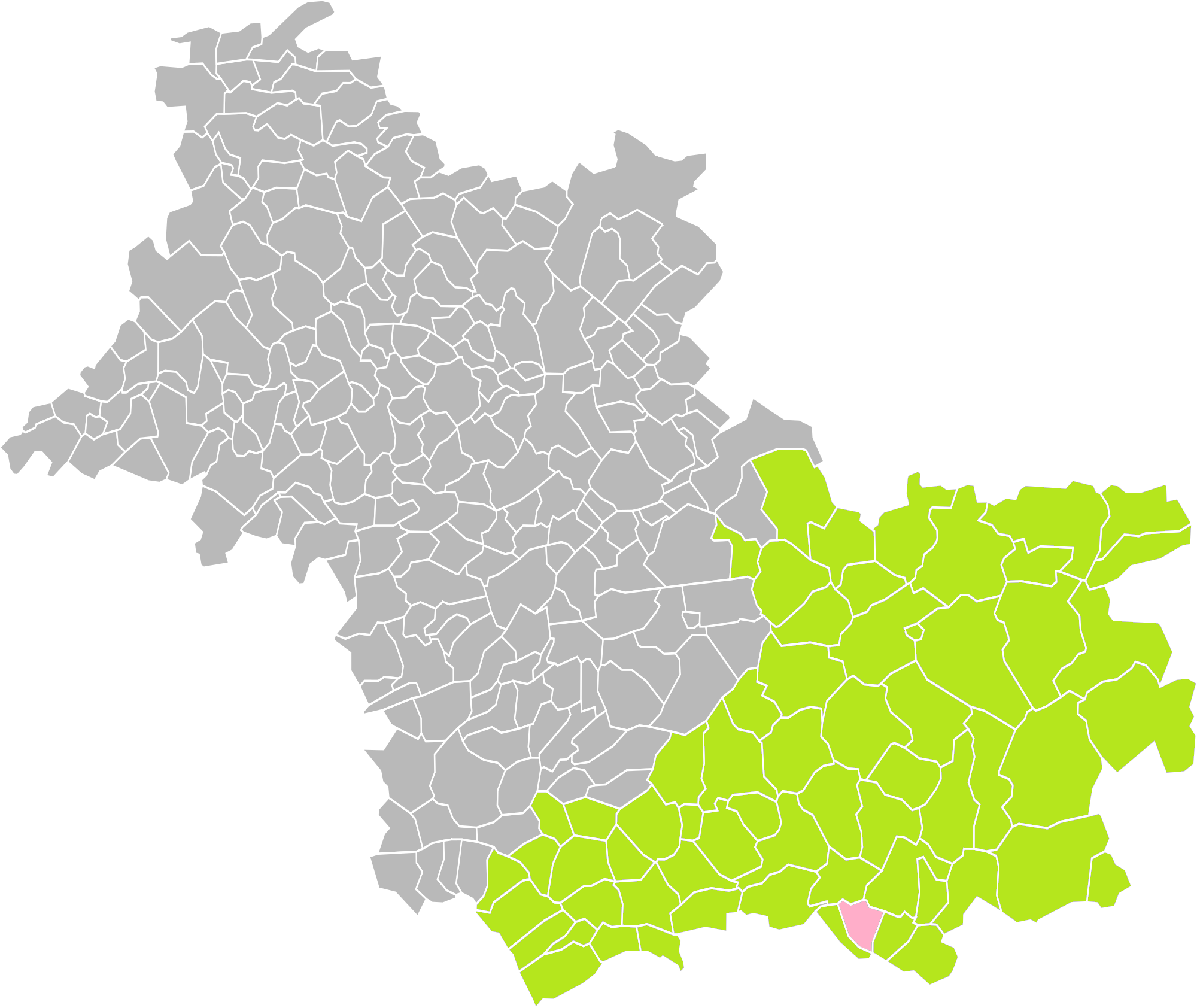
Saint-Julien-sur-Cher dans l'arrondissement de Romorantin-Lanthenay en 2016.
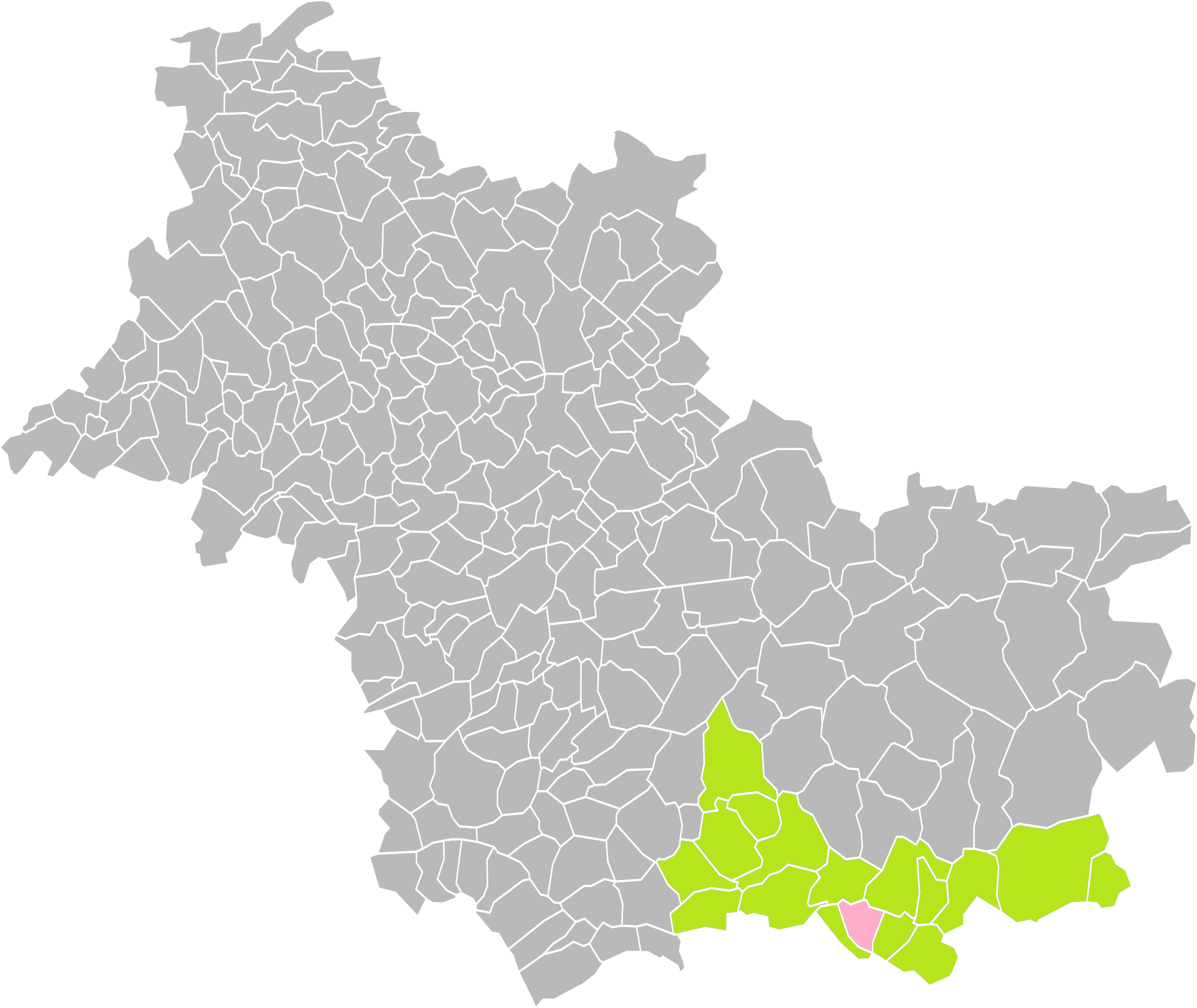
Saint-Julien-sur-Cher dans le canton de Selles-sur-Cher en 2016.

### Politique et administration municipale

#### Conseil municipal et maire
Le conseil municipal de Saint-Julien-sur-Cher, commune de moins de 1 000 habitants, est élu au scrutin majoritaire plurinominal avec listes ouvertes et panachage. Compte tenu de la population communale, le nombre de sièges au conseil municipal est de 15. Le maire, à la fois agent de l'État et exécutif de la commune en tant que collectivité territoriale, est élu par le conseil municipal au scrutin secret lors de la première réunion du conseil suivant les élections municipales, pour un mandat de six ans, c'est-à-dire pour la durée du mandat du conseil.
| Période                                  | Période      | Identité               | Étiquette  | Qualité                                       |
| ---------------------------------------- | ------------ | ---------------------- | ---------- | --------------------------------------------- |
| 1844                                     | 1857         | Alphonse de Bellescize |            |                                               |
| 1857                                     | 1864         | François Rousseau      |            |                                               |
| 1864                                     | 1882         | Charles Belliard       |            |                                               |
| 1882                                     | 1908         | Albéric Barillet       |            |                                               |
| 1909                                     | 1919         | Alphonse Bourguigne    |            |                                               |
| 1919                                     | 1924         | Rémy Vaslin            |            |                                               |
| 1924                                     | 1924         | Désiré Gillet          |            |                                               |
| 1924                                     | 1927         | Auguste Chauvet        |            |                                               |
| 1927                                     | 1947         | Narcisse Guibert       |            |                                               |
| 1947                                     | 1951         | Raymond Thion          |            |                                               |
| 1951                                     | 1971         | Cyrille Vaslin         |            |                                               |
| 1971                                     | 1995         | Maurice Landre         |            |                                               |
| 1995                                     | janvier 2018 | Jean-Louis Marchenoir  | PS puis SE | Conseiller général vice-président depuis 2011 |
| mars 2018                                | En cours     | Romain Sourioux,       |            | Employé de commerce                           |
| Les données manquantes sont à compléter. |              |                        |            |                                               |

## Équipements et services

### Eau et assainissement
L'organisation de la distribution de l'eau potable, de la collecte et du traitement des eaux usées et pluviales relève des communes. La compétence eau et assainissement des communes est un service public industriel et commercial (SPIC).

#### Alimentation en eau potable
Le service d'eau potable comporte trois grandes étapes : le captage, la potabilisation et la distribution d'une eau potable conforme aux normes de qualité fixées pour protéger la santé humaine. En 2019, la commune est membre du syndicat intercommunal à vocation multiple du canton de Mennetou-sur-Cher qui assure le service en le délégant à une entreprise privée, Veolia dont le contrat arrive à échéance le 31 décembre 2020.

#### Assainissement des eaux usées
En 2019, la commune de Saint-Julien-sur-Cher gère le service d'assainissement collectif en régie directe, c'est-à-dire avec ses propres personnels, avec le statut de Établissement public.
Une station de traitement des eaux usées est en service au 1er janvier 2019 sur le territoire communal : 
« Rue Du Bac », un équipement utilisant la technique par décantation, aération par boues activées, avec prétraitement, .Dénitrif. Bio., dont la capacité est de 540 EH, mis en service le 1er septembre 1988.

### Sécurité, justice et secours
La sécurité de la commune est assurée par la brigade de gendarmerie de Mennetou-sur-Cher qui dépend du groupement de gendarmerie départementale de Loir-et-Cher installé à Blois.
En matière de justice, Saint-Julien-sur-Cher relève du conseil de prud'hommes de Blois, de la Cour d'appel d'Orléans (juridiction de Blois), de la Cour d'assises de Loir-et-Cher, du tribunal administratif de Blois, du tribunal de commerce de Blois et du tribunal judiciaire de Blois.

## Population et société

### Démographie

#### Évolution démographique
L'évolution du nombre d'habitants est connue à travers les recensements de la population effectués dans la commune depuis 1793. Pour les communes de moins de 10 000 habitants, une enquête de recensement portant sur toute la population est réalisée tous les cinq ans, les populations de référence des années intermédiaires étant quant à elles estimées par interpolation ou extrapolation. Pour la commune, le premier recensement exhaustif entrant dans le cadre du nouveau dispositif a été réalisé en 2008.

En 2022, la commune comptait 756 habitants, en évolution de −2,07 % par rapport à 2016 (Loir-et-Cher : −1,15 %, France hors Mayotte : +2,11 %).
| 1793 | 1800 | 1806 | 1821 | 1831 | 1836 | 1841 | 1846 | 1851 |
| ---- | ---- | ---- | ---- | ---- | ---- | ---- | ---- | ---- |
| 414  | 384  | 382  | 417  | 423  | 484  | 426  | 476  | 490  |

| 1856 | 1861 | 1866 | 1872 | 1876 | 1881 | 1886 | 1891 | 1896 |
| ---- | ---- | ---- | ---- | ---- | ---- | ---- | ---- | ---- |
| 487  | 510  | 517  | 477  | 508  | 494  | 508  | 544  | 529  |

| 1901 | 1906 | 1911 | 1921 | 1926 | 1931 | 1936 | 1946 | 1954 |
| ---- | ---- | ---- | ---- | ---- | ---- | ---- | ---- | ---- |
| 534  | 534  | 519  | 458  | 419  | 373  | 390  | 376  | 413  |

| 1962 | 1968 | 1975 | 1982 | 1990 | 1999 | 2006 | 2008 | 2013 |
| ---- | ---- | ---- | ---- | ---- | ---- | ---- | ---- | ---- |
| 387  | 403  | 447  | 553  | 627  | 663  | 737  | 754  | 769  |

| 2018 | 2022 | - | - | - | - | - | - | - |
| ---- | ---- | - | - | - | - | - | - | - |
| 764  | 756  | - | - | - | - | - | - | - |

#### Pyramide des âges
La population de la commune est relativement âgée.
En 2018, le taux de personnes d'un âge inférieur à 30 ans s'élève à 29,2 %, soit en dessous de la moyenne départementale (31,3 %). À l'inverse, le taux de personnes d'âge supérieur à 60 ans est de 32,7 % la même année, alors qu'il est de 31,6 % au niveau départemental.
En 2018, la commune comptait 364 hommes pour 400 femmes, soit un taux de 52,36 % de femmes, légèrement supérieur au taux départemental (51,45 %).
Les pyramides des âges de la commune et du département s'établissent comme suit.
| Hommes | Classe d’âge | Femmes |
| ------ | ------------ | ------ |
| 2,2    | 90 ou +      | 1,5    |
| 9,1    | 75-89 ans    | 10,3   |
| 22,5   | 60-74 ans    | 20,0   |
| 23,1   | 45-59 ans    | 21,5   |
| 16,2   | 30-44 ans    | 15,5   |
| 12,1   | 15-29 ans    | 13,0   |
| 14,8   | 0-14 ans     | 18,3   |

| Hommes | Classe d’âge | Femmes |
| ------ | ------------ | ------ |
| 1,1    | 90 ou +      | 2,6    |
| 9,2    | 75-89 ans    | 11,9   |
| 19,7   | 60-74 ans    | 20,4   |
| 20,7   | 45-59 ans    | 20     |
| 16,5   | 30-44 ans    | 16,2   |
| 15,2   | 15-29 ans    | 13,2   |
| 17,6   | 0-14 ans     | 15,7   |

## Économie

### Secteurs d'activité
Le tableau ci-dessous détaille le nombre d'entreprises implantées à Saint-Julien-sur-Cher selon leur secteur d'activité et le nombre de leurs salariés :
|                                                              | total | % com (% dep) | 0 salarié | 1 à 9 salarié(s) | 10 à 19 salariés | 20 à 49 salariés | 50 salariés ou plus |
| ------------------------------------------------------------ | ----- | ------------- | --------- | ---------------- | ---------------- | ---------------- | ------------------- |
| Ensemble                                                     | 53    | 100,0 (100)   | 39        | 13               | 1                | 0                | 0                   |
| Agriculture, sylviculture et pêche                           | 7     | 13,2 (11,8)   | 5         | 2                | 0                | 0                | 0                   |
| Industrie                                                    | 5     | 9,4 (6,5)     | 3         | 2                | 0                | 0                | 0                   |
| Construction                                                 | 7     | 13,2 (10,3)   | 3         | 3                | 1                | 0                | 0                   |
| Commerce, transports, services divers                        | 28    | 52,8 (57,9)   | 26        | 2                | 0                | 0                | 0                   |
| dont commerce et réparation automobile                       | 10    | 18,9 (17,5)   | 8         | 2                | 0                | 0                | 0                   |
| Administration publique, enseignement, santé, action sociale | 6     | 11,3 (13,5)   | 2         | 4                | 0                | 0                | 0                   |
| Champ : ensemble des activités.                              |       |               |           |                  |                  |                  |                     |

Le secteur du commerce, transports et services divers est prépondérant dans la commune (28 entreprises sur 53) néanmoins le secteur agricole reste important puisqu'en proportions (13,2 %), il est plus important qu'au niveau départemental (11,8 %).
Sur les 53 entreprises implantées à Saint-Julien-sur-Cher en 2016, 39 ne font appel à aucun salarié, 13 comptent 1 à 9 salariés et 1 emploie entre 10 et 19 personnes

### Agriculture
En 2010, l'orientation technico-économique de l'agriculture dans la commune est la polyculture et le polyélevage. Le département a perdu près d'un quart de ses exploitations en 10 ans, entre 2000 et 2010 (c'est le département de la région Centre-Val de Loire qui en compte le moins). Cette tendance se retrouve également au niveau de la commune où le nombre d'exploitations est passé de 20 en 1988 à 9 en 2000 puis à 7 en 2010. Parallèlement, la taille de ces exploitations augmente, passant de 63 ha en 1988 à 130 ha en 2010. 
Le tableau ci-dessous présente les principales caractéristiques des exploitations agricoles de Saint-Julien-sur-Cher, observées sur une période de 22 ans : 
|                                      | 1988                 | 2000                 | 2010                 |
| Dimension économique                 | Dimension économique | Dimension économique | Dimension économique |
| ------------------------------------ | -------------------- | -------------------- | -------------------- |
| Nombre d'exploitations (u)           | 20                   | 9                    | 7                    |
| Travail (UTA)                        | 39                   | 13                   | 25                   |
| Surface agricole utilisée (ha)       | 1 251                | 901                  | 907                  |
| Cultures                             |                      |                      |                      |
| Terres labourables (ha)              | 867                  | 689                  | 604                  |
| Céréales (ha)                        | 386                  | 373                  | 405                  |
| dont blé tendre (ha)                 | 77                   | 176                  | 166                  |
| dont maïs-grain et maïs-semence (ha) | 190                  | s                    | s                    |
| Tournesol (ha)                       | 110                  |                      |                      |
| Colza et navette (ha)                | 33                   | s                    | 82                   |
| Élevage                              |                      |                      |                      |
| Cheptel (UGBTA)                      | 797                  | 619                  | 637                  |

#### Produits labellisés
La commune de Saint-Julien-sur-Cher est située dans l'aire de l'appellation d'origine protégée (AOP)  de deux produits : deux fromages (le Selles-sur-cher et le Valençay).
Le territoire de la commune est également intégré aux aires de productions de divers produits bénéficiant d'une indication géographique protégée (IGP) : le vin Val-de-loire, les volailles de l’Orléanais et les volailles du Berry,.

Quelques produits labellisés de Saint-Julien-sur-Cher.
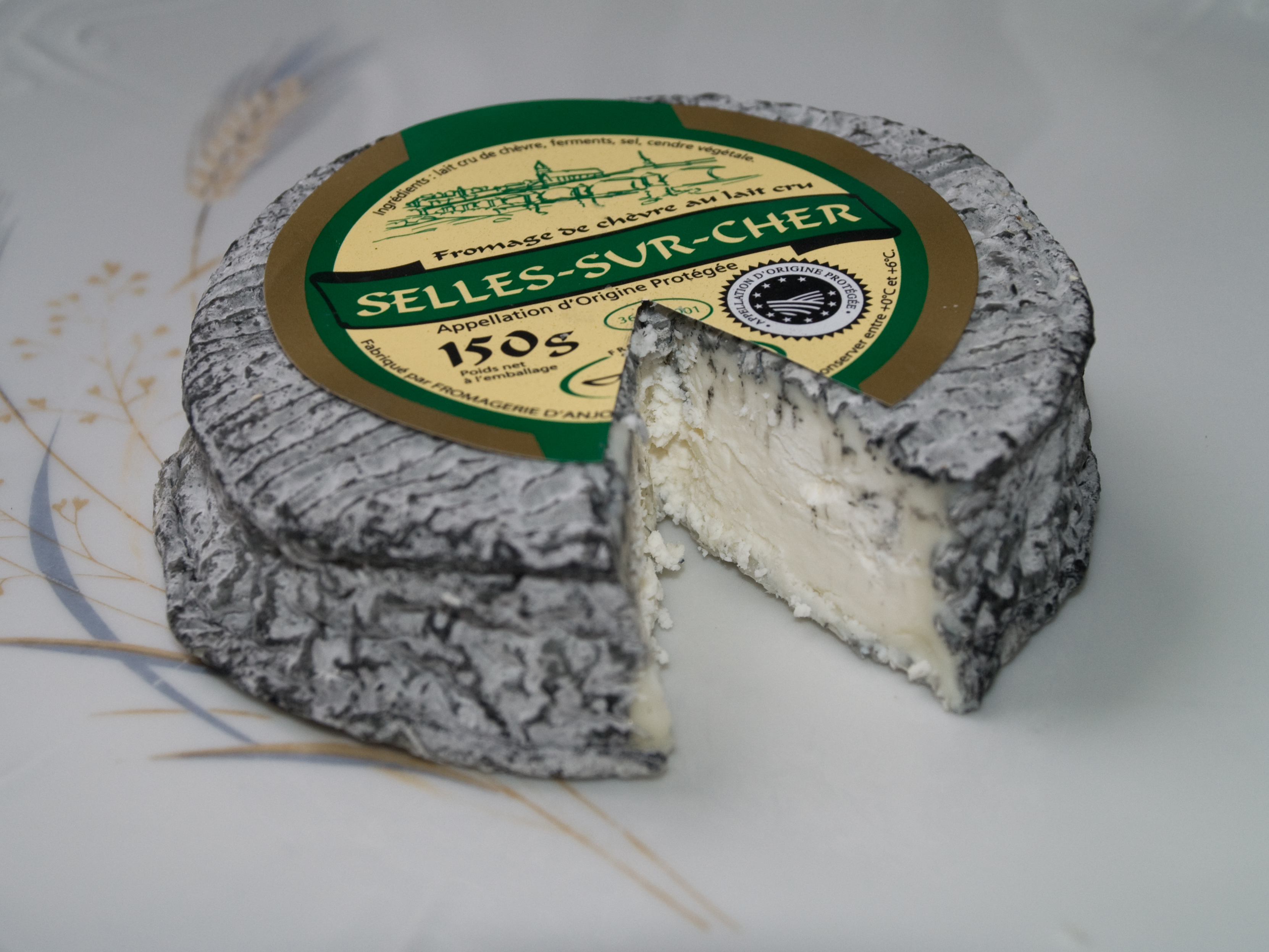
Selles-sur-cher.
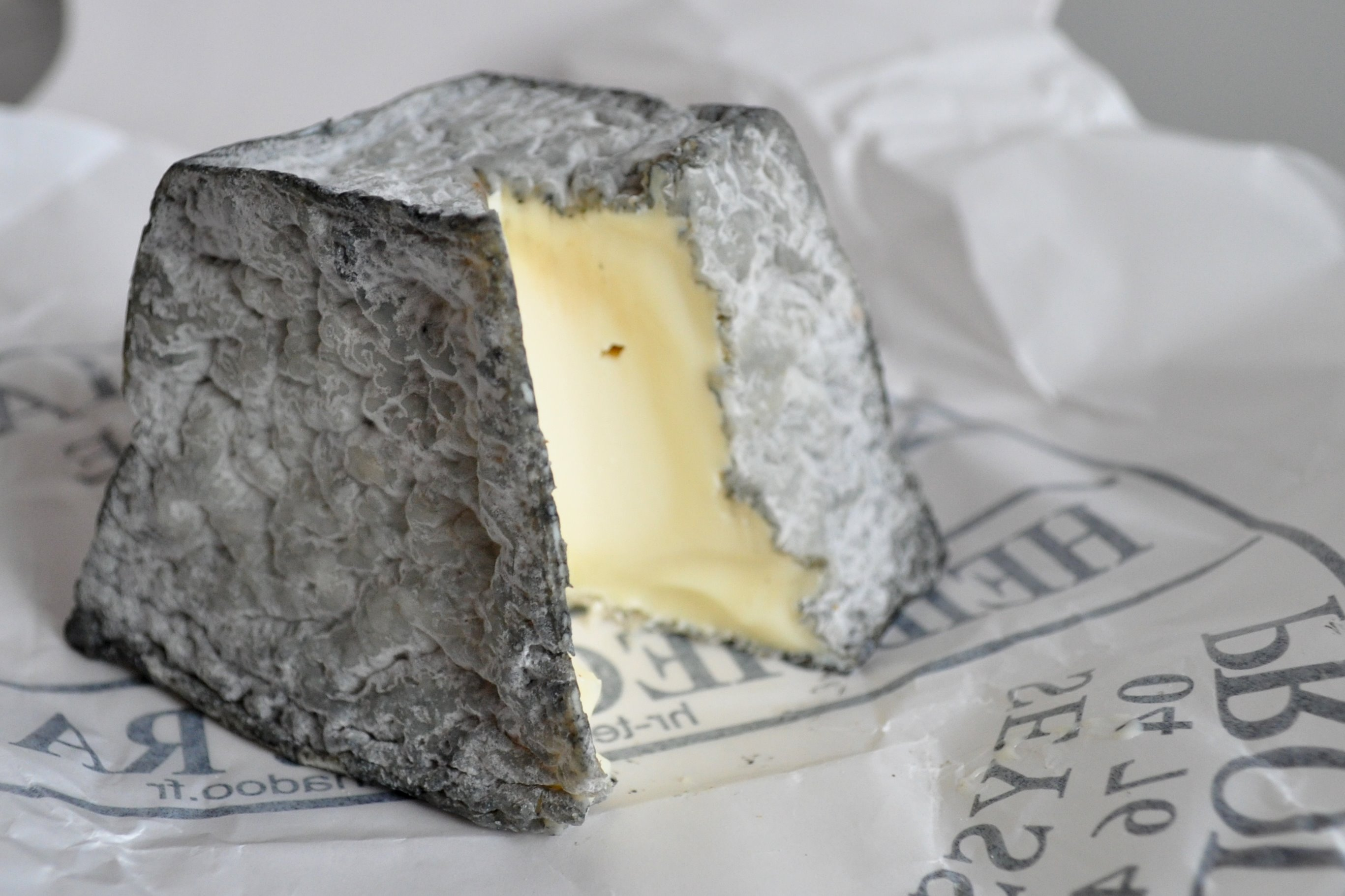
Fromage de Valençay.

## Culture et patrimoine

### Lieux et monuments
- L'église, située à l'écart du bourg en haut d'un coteau date du XIIe siècle, et a été fortement remaniée aux XVIe et XVIIe siècles. Des fresques ont été redécouvertes il y a peu et remises en état. C'est la seule église du canton à être encore entourée de son cimetière.
- L'abbaye Notre-Dame d'Olivet, propriété privée, est située à quelques kilomètres du bourg. Fille de l'abbaye cistercienne de la Cour-Dieu, au diocèse d'Orléans (sur le territoire de l'actuelle commune d'Ingrannes, dans le Loiret), elle a été fondée en 1144. Aujourd'hui seule la salle capitulaire (XIIIe siècle) et deux ailes du cloître (XVIIe siècle) subsistent. L'accès en est possible sur rendez-vous, et elle est ouverte lors des journées européennes du patrimoine.